# Hegewiese
Die Hegewiese ist eine Siedlung in Arnoldshain, einem Ortsteil von Schmitten im Taunus. Die Ortskennziffer lautet 43400901002.

## Lage
Die Hegewiese liegt auf einer Höhe von 560 bis 660 Meter zwischen Weißeberg und Krimmelberg unterhalb des Sandplackens. Sie ist über einen Abzweig der Landesstraße 3004 erschlossen. Unterhalb der Siedlung entspringt der Lauterbach.

## Geschichte
Die Hegewiese war ursprünglich, ähnlich wie die Reifenberger Wiesen, ein Hochtal mit Magerwiesen, die historisch durch Weidewirtschaft entstanden sind. Die Einwohner der äußerst armen Feldbergdörfer rodeten die wenigen Flächen, auf denen eine Landwirtschaft möglich war. Aufgrund der Höhenlage und der Neigung war auf dem Gebiet der Hegewiese lediglich Weidewirtschaft möglich. Nach dem Zweiten Weltkrieg führte die Automatisierung der Landwirtschaft dazu, dass eine Bewirtschaftung dieser Flächen unwirtschaftlich wurde. Stattdessen wurden auf der Hegewiese Wochenendhäuser für Bewohner des Rhein-Main-Gebietes erbaut. Diese wurden in einem schleichenden Prozess zu regulären Wohnhäusern, bis die heutige Streusiedlung daraus entstanden war. Aus diesem Entstehungsprozess erklären sich auch die ungewöhnlich großen Grundstücksgrößen der einzelnen Häuser.
Das Homburger Haus, ein Selbstversorgerhaus der Naturfreundejugend Hessen, befindet sich am Rand der Siedlung.